# Ierland op het Eurovisiesongfestival 1994
Ierland nam deel aan het Eurovisiesongfestival 1994 in Dublin, Ierland.
Het was de 28ste deelname van Ierland aan het festival.
De nationale omroep RTE was verantwoordelijk voor de bijdrage van Ierland voor 1994.

## Selectieprocedure
De Ierse Nationale finale werd gehouden op 13 maart 1994 in de University Concert Hall in Limerick en werd uitgezonden door de RTÉ, gepresenteerd door Pat Kenny.
Acht acts deden mee in de finale en de winnaar werd gekozen door 10 regionale jury's..

| Volgorde | Lied                                                   | Artiest                              | Punten | Plaats |
| -------- | ------------------------------------------------------ | ------------------------------------ | ------ | ------ |
| 1        | "Remember Heaven"                                      | Henry Winter                         | 56     | 6de    |
| 2        | "Crystal Eyes"                                         | Orna McNamara                        | 87     | 2de    |
| 3        | "Open Your Heart"                                      | Nightshade                           | 48     | 7de    |
| 4        | "After Tonight"                                        | Darren Holden                        | 81     | 3de    |
| 5        | "Time To Decide"                                       | Robyn Grant                          | 59     | 5de    |
| 6        | "Rock 'n' roll kids"                                   | Paul Harrington & Charlie McGettigan | 110    | 1ste   |
| 7        | "Ní Scaoilfidh Mé Leat Go Deo (I'll Never Let You Go)" | Fiona Kennedy                        | 47     | 8ste   |
| 8        | "I Won't Surrender"                                    | Anne Buckley                         | 62     | 4de    |

## In Ierland
In hun thuisland moest Ierland aantreden als 3de, na Finland en voor Cyprus.
Op het einde van de puntentelling bleek dat Ierland 1ste was geworden met een monsterscore van 226 punten. Het was de zesde overwinning van het land op het festival, de derde op rij.
Men ontving 8 keer het maximum van de punten.
Nederland had het maximum van de punten over voor deze inzending en België nam niet deel in 1994.

### Gekregen punten

#### Finale
| 12 punten                                                                                  | 10 punten | 8 punten                                | 7 punten  | 6 punten    |
| ------------------------------------------------------------------------------------------ | --- | --------------------------------------- | --------- | ----------- |
| - Duitsland - IJsland - Kroatië - Nederland - Noorwegen - Portugal - Rusland - Zwitserland | - Bosnië en Herzegovina - Estland - Hongarije - Litouwen - Oostenrijk - Spanje - Verenigd Koninkrijk - Zweden | - Cyprus - Frankrijk - Polen - Roemenië | - Finland | - Slowakije |
| 5 punten                                                                                   | 4 punten | 3 punten                                | 2 punten  | 1 punt      |
| - Malta                                                                                    | |                                         |           |             |

### Punten gegeven door Ierland

#### Finale
Punten gegeven in de finale:
| 12 punten | Hongarije           |
| 10 punten | Malta               |
| 8 punten  | Portugal            |
| 7 punten  | Polen               |
| 6 punten  | IJsland             |
| 5 punten  | Duitsland           |
| 4 punten  | Rusland             |
| 3 punten  | Noorwegen           |
| 2 punten  | Frankrijk           |
| 1 punt    | Verenigd Koninkrijk |

1965 · 1966 · 1967 · 1968 · 1969 · 1970 · 1971 · 1972 · 1973 · 1974 · 1975 · 1976 · 1977 · 1978 · 1979 · 1980 · 1981 · 1982 · 1983 · 1984 · 1985 · 1986 · 1987 · 1988 · 1989 · 1990 · 1991 · 1992 · 1993 · 1994 · 1995 · 1996 · 1997 · 1998 · 1999 · 2000 · 2001 · 2002 · 2003 · 2004 · 2005 · 2006 · 2007 · 2008 · 2009 · 2010 · 2011 · 2012 · 2013 · 2014 · 2015 · 2016 · 2017 · 2018 · 2019 · 2020 · 2021 · 2022 · 2023 · 2024 · 2025